# Phoebe javanica
Espèce
Statut de conservation UICN

 DD  : Données insuffisantes
Phoebe javanica est une espèce de plantes à fleurs de la famille des Lauraceae.

## Répartition
Cette plante est endémique d'Indonésie.

## Systématique
Le nom correct complet (avec auteur) de ce taxon est Phoebe javanica Meisn..
Phoebe javanica a pour synonyme :
- Phoebe opaca Zoll.